# ムィコラーイウ (フリゲート)
U133 ムィコラーイウ(ミコライフとも；ウクライナ語:U133 Миколаївムィコラーイィウ)は、ウクライナ海軍のフリゲート(Фрегат)である。艦名は、ウクライナ南部の都市ムィコラーイウに由来する。ロシア語名ではニコラーエフ(Николаевニカラーイェフ)となる。

## 概要
ムィコラーイウは、1135号計画「ブレヴェースニク」型警備艦の19番艦ベズコリーズネンヌィイ(ロシア語:Безукоризненныйビズカリーズニェンヌィイ)として1977年5月16日付けでソ連海軍に登録された。艦名は、ロシア語で「非の打ち所のない、申し分のない」という意味の形容詞である。
1978年7月12日には、工場番号第15号艦としてウクライナ共和国・ケルチのB・Ye・ブートマ記念ザリーフ造船所第15工場で起工された。1979年6月3日に進水、同年12月29日に竣工してソ連海軍に編入された。海上公試ののち、1980年3月3日付けでセヴァストーポリを母港とする黒海艦隊に編入された。
1981年9月27日から10月2日にかけてはアルジェリアのジジェル、1987年3月26日から3月31日にかけてはトルコのイスタンブール、1991年8月15日から8月19日にかけてはルーマニアのコンスタンツァを訪問した。1985年6月10日から6月30日にかけては、ブルガリア海軍の警備艦とともに共同演習を行った。
ソビエト連邦の崩壊後はロシア海軍黒海艦隊に編入された。1994年には、高水準の錬度に対する海軍司令官賞を獲得した。
1997年7月14日付けでロシア海軍を退役し、同年8月1日付けでウクライナ海軍へ編入された。南ウクライナの都市に因んでムィコラーイウと改称、艦番号はU133とされた。1997年9月8日にロシア海軍から除籍された。
その後、事実上ウクライナ海軍はムィコラーイウを予備艦としてセヴァストーポリ港に係留し続けた。最終的に艦は2001年に除籍され、解体された。

### 画像ページ
- Фотоальбом :: Фрегат "Николаев" ВМС Украины (黒海艦隊の公式ページ) （ロシア語）

### 解説ページ
- Сторожевой корабль "Безукоризненный" Черноморского Флота (黒海艦隊の公式ページ) （ロシア語）
- Сторожевой корабль проекта 1135 "Безукоризненный" （ロシア語）
- Russarms.com / Корабли ВМФ / Сторожевые корабли / Проект 1135 «Буревестник» （ロシア語）
- Сайт «АТРИНА» • Сторожевой корабль пр.1135 «Буревестник» типа «Бдительный», Krivak class （ロシア語）
- Сторожевые корабли проекта 1135 （ロシア語）
- Морська Держава :: Головна сторінка - Анонси / Проблеми і перспективи військового кораблебудування в Україні （ウクライナ語）
- santexnick: Корабли и суда ВМС  Украины 1992-20 （ロシア語）
- Справочник по ВМСУ / Форумы Balancer`а （ロシア語）
- ВМСУ / Форумы Balancer`а （ロシア語）